# شركة ثوب الأصيل
شركة الأصيل المحدودة وتعرف بالاسم المختصر ثوب الأصيل تأسست عام 1989. هي شركة مساهمة عامة سعودية، مدرجة في السوق المالية السعودية "تداول" برمز 4012 في قطاع السلع طويلة الأجل. تعمل ثوب الأصيل في إنتاج الملابس والمنسوجات ومنها الأثواب والغتر والملابس الداخلية والبيجامات. بقدرة إنتاجية تبلغ أكثر من 60 مليون قطعة سنوياً. تباع في السعودية ودول الخليج العربي، وأوروبا وأفريقيا والولايات المتحدة الأمريكية.